# Kernkraftwerk Grohnde
Das stillgelegte Kernkraftwerk Grohnde (KWG) liegt an der Weser nördlich des Ortsteils Grohnde in der niedersächsischen Gemeinde Emmerthal im Landkreis Hameln-Pyrmont. Zentraler Bestandteil des Kernkraftwerks ist ein Druckwasserreaktor der 1300-MW-Baulinie, der von der Kraftwerk Union errichtet wurde. Das Kraftwerk wurde von der Gemeinschaftskernkraftwerk Grohnde GmbH & Co. oHG betrieben. Gesellschafter waren Preussenelektra (83,3 %) und Stadtwerke Bielefeld (16,7 %). Die Betriebsführerschaft lag bei PreussenElektra.
Die Nennleistung des Kraftwerks betrug 3900 Megawatt (thermisch). Die elektrische Nettoleistung lag bei etwa 1360 Megawatt. Zum Einsatz kamen 193 UO2-Brennelemente mit einer Anreicherung bis zu 4 Gew.-% 235U, sowie MOX-Brennelemente. Der Reaktor gehört zur zweiten Generation in Deutschland, den sogenannten Vor-Konvoi-Anlagen, und wurde erstmals am 1. September 1984 kritisch (das heißt Normalbetriebszustand erreicht). Nach 37 Jahren Betriebszeit erfolgte die Stilllegung am 31. Dezember 2021. Am 7. Dezember 2023 erhielt die PreussenElektra die erste Genehmigung zur Stilllegung und zum Abbau der Anlage.

## Standort
Das Kernkraftwerk Grohnde liegt im Süden von Niedersachsen am nördlichen Mittelgebirgsrand im Wesertal, etwa acht Kilometer südlich der Stadt Hameln in der Gemeinde Emmerthal. Verwaltungsmäßig gehört es zum Landkreis Hameln-Pyrmont. Das namensgebende Dorf Grohnde liegt zwei Kilometer südlich vom Kraftwerksstandort. Das stillgelegte Kernkraftwerk Grohnde liegt 72 Meter über Normalnull in dem hier auf drei bis vier Kilometer breit ausgeweiteten Wesertal, das in diesem Bereich in nordwestlicher Richtung verläuft. Die Berge am linken Weserufer gehören zum Weserbergland, das hier bis zu 350 Meter ansteigt; am gegenüberliegenden Weserufer zeigen sich die Ausläufer von Ith und Süntel.
Die nächste Ortschaft ist neben dem erwähnten Grohnde das auf dem anderen Weserufer in 1,8 km Entfernung liegende Dorf Latferde; ansonsten ist die direkte Umgebung des Kraftwerks laut Betreiberangaben in einem Radius von einem Kilometer unbewohnt. Die nächsten Großstädte sind das 50 km nordöstlich liegende Hannover mit 520.290 Einwohnern und das 38 km östlich liegende Hildesheim mit 98.299 Einwohnern. 61 km westlich liegt Bielefeld mit 331.519 Einwohnern, 71 km westlich liegt Gütersloh mit 99.793 Einwohnern und 55 km südwestlich Paderborn mit 156.887 Einwohnern. Im direkten Umkreis von 10 Kilometern leben etwa 80.000 Menschen.
Der Standort zeichnet sich durch eine nicht zu erwartende Erdbebentätigkeit aus. In den letzten 1000 Jahren hat es hier in einem Radius von 200 km nur selten Schäden durch Erdbeben gegeben, und er gilt deshalb als erdbebensicher.
Das stillgelegte Kernkraftwerk Grohnde ist gut an das umgebende Verkehrsnetz angeschlossen: Westlich läuft die Bundesstraße 83, und nördlich befindet sich in 10 km Entfernung die Eisenbahnverbindung Hannover–Altenbeken, die über einen Gleisanschluss an die Bahnstrecke Bodenwerder–Emmerthal vom Kraftwerk aus zu erreichen ist. Das nächste, inzwischen jedoch ebenfalls stillgelegte, Kernkraftwerk war Würgassen, 44 km Luftlinie südlich gelegen, ebenfalls an der Weser.
Der produzierte Strom wurde in das Höchstspannungsnetz der Tennet TSO eingespeist.

## Geschichte

### Betreiber
Das Kernkraftwerk Grohnde ist von der E.ON-Vorgängerin PreussenElektra und der Gemeinschaftskraftwerk Weser GmbH geplant und gebaut worden. Dazu wurde 1975 die Gemeinschaftskraftwerk Grohnde GmbH gegründet, die zu 50 % der E.ON-Vorgängerin PreussenElektra AG und zu 50 % der Gemeinschaftskraftwerk Weser GmbH gehörte. An der Gemeinschaftskraftwerk Weser GmbH waren wiederum die Stadtwerke Bielefeld, das Elektrizitätswerk Minden-Ravensberg (EMR) und die Elektrizitätswerke Wesertal GmbH zu je 33,3 % beteiligt. An der Elektrizitätswerke Wesertal GmbH waren wiederum die Landkreise Hameln-Pyrmont, Holzminden, Schaumburg und Lippe beteiligt.
Im Jahr 2000 fusionierten PreussenElektra und Bayernwerk AG zur E.ON Energie. Im Februar 2003 übernahmen die E.ON Energie AG mit 83,3 % und die Stadtwerke Bielefeld mit 16,7 % die Betreibergesellschaft „Gemeinschaftskernkraftwerk Grohnde GmbH & Co. oHG“. Betreiber wurde die E.ON Kernkraft GmbH.
Am 1. Juli 2016 wurde E.ON Kernkraft GmbH in PreussenElektra GmbH umbenannt, als Folge der Aufspaltung des E.ON-Konzerns in eine neue und eine konventionelle Energiewelt.

### Bau und Widerstand

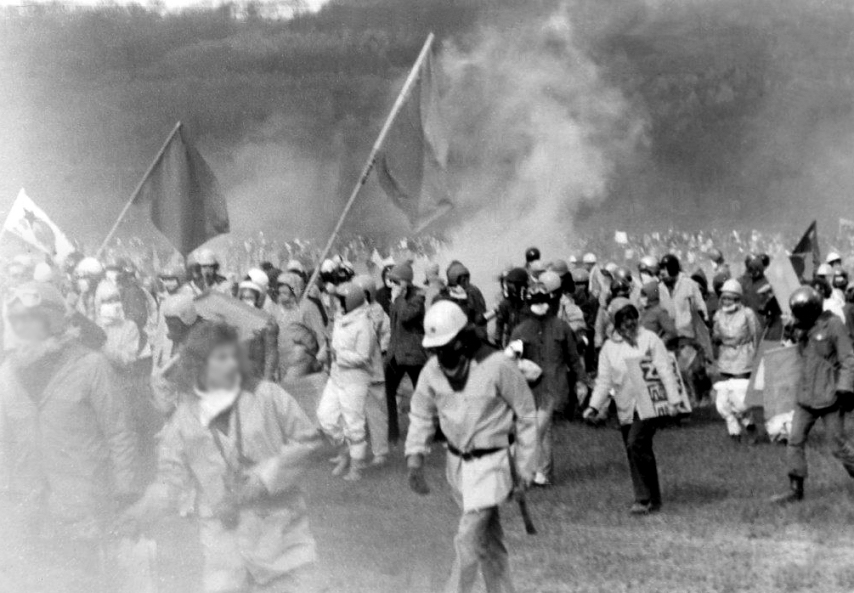
Demonstranten bei den Protesten gegen den Bau des Kernkraftwerks Grohnde im Jahr 1977

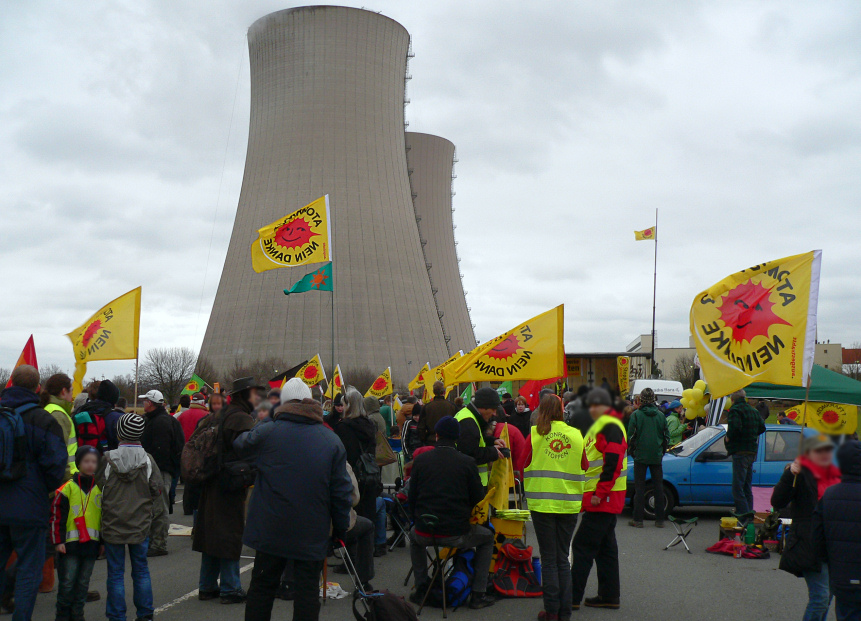
Demonstration von Atomkraftgegnern vor dem Werk im Jahr 2011

Am 3. Dezember 1973 wurde der Bauantrag beim Niedersächsischen Sozialministerium gestellt. Im Juli 1973 rief der Weltbund zum Schutz des Lebens in Niedersachsen zum Widerstand gegen das geplante Kernkraftwerk Grohnde auf. Gegen den Bauantrag reichten im Sommer 1974 über 12.000 Menschen Einsprüche ein. Beim Erörterungstermin am 3./4. Oktober 1974 wurden die Bedenken vorgetragen. Trotzdem erteilte das Niedersächsische Sozialministerium am 8. Juni 1976 die erste Teilerrichtungsgenehmigung. Gegen den Bau des Kernkraftwerkes kam es in Grohnde zu weiteren, teilweise heftigen Protesten. Eine Demonstration mit schätzungsweise 15.000 Demonstranten und etwa 4000 Polizeibeamten am 19. März 1977 führte zu einer versuchten Bauplatzbesetzung (inspiriert durch den Protest gegen das Kernkraftwerk Wyhl). Den zum Teil mit Gasmasken und Helmen ausgerüsteten Demonstranten gelang es, auf etwa 10 Metern Länge den doppelten Metallgitterzaun einzureißen. Mit vielen Verletzten war dies die bis dahin gewalttätigste Auseinandersetzung der westdeutschen Demonstrationsgeschichte. Sie ging als „Schlacht um Grohnde“ in die Protestgeschichte der Anti-Atomkraft-Bewegung ein. Die Gewalttätigkeiten führten zu kontroversen Diskussionen über die Legitimität verschiedener Methoden des Protests. Der Protest der 1970er bis 1990er Jahre wurde vom Hamelner Historiker Bernhard Gelderblom im Jahr 2017 in einer Wanderausstellung mit dem Titel 40 Jahre „Schlacht um Grohnde“ dokumentiert.
Im August 2014 gründete sich in Hameln der Rechtshilfefonds Atomerbe Grohnde e. V. Vereinszweck ist die Unterstützung einer Klage von privaten Anliegern gegen das zuständige Niedersächsische Umweltministerium (NMU) mit dem Ziel, die Betriebsgenehmigung für das Kernkraftwerk Grohnde zu widerrufen. Nachdem ein im März 2015 eingereichter Antrag im Oktober 2015 vom NMU abgewiesen worden war, reichte der Rechtsvertreter der Anlieger unmittelbar danach Klage beim OVG Lüneburg ein. Ein zentraler Punkt der Klageschrift ist der fehlende Schutz für den Fall eines terroristisch motivierten Absturzes eines Großflugzeuges (z. B. Airbus A380) auf das Reaktorgebäude. Die potenzielle Bedrohung durch Verkehrsflugzeuge erlangte im Rahmen von Renegade-Fällen Bekanntheit und ist in den Lastannahmen für Kernkraftwerke nicht vorgesehen. Die Klageerwiderung des NMU liegt seit Mai 2017 vor. Die Kläger haben dazu eine Gegendarstellung vorgelegt. Im Dezember 2018 lud das OVG die Klageparteien zu einem Erörterungstermin nach Lüneburg ein, um das weitere Vorgehen zu besprechen. Eine Verhandlung war bis zur endgültigen Stilllegung des Kraftwerkes am 31. Dezember 2021 (sechs Jahre nach Klageerhebung) vom Gericht noch nicht terminiert worden. Die Kläger haben ihre Klage inzwischen zurückgezogen.

### Betriebsgeschichte

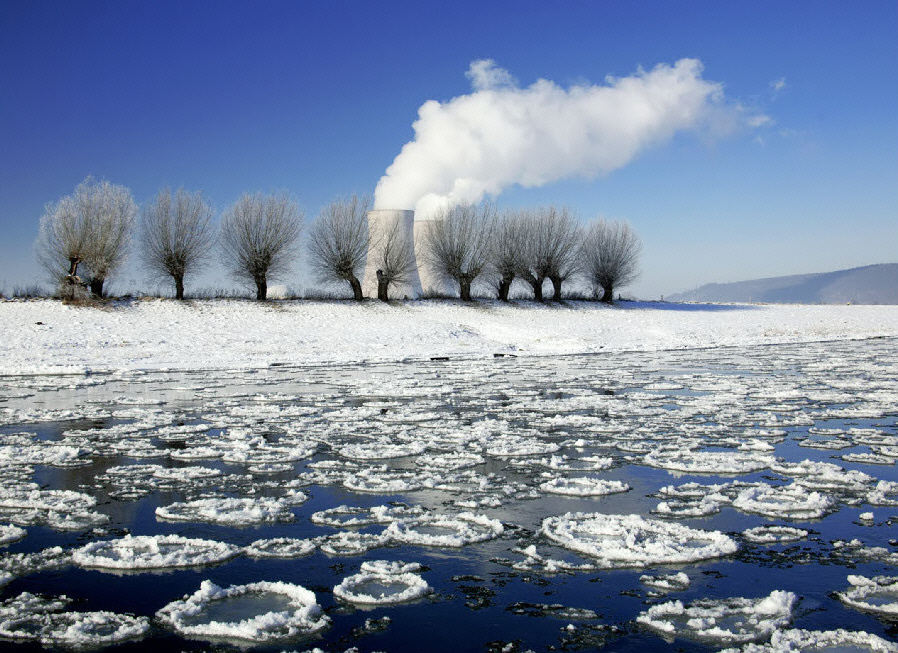
Kernkraftwerk Grohnde im Hintergrund über die Weser gesehen, Januar 2010

Im Betriebsanlauf wurde der Reaktor erstmals am 1. September 1984 kritisch. Die Anlage begann ihren kommerziellen Leistungsbetrieb nach dem Atomgesetz am 1. Februar 1985.
Im Kalenderjahr 1997 erzielte das Kernkraftwerk mit einer Bruttostromerzeugung von 12.528.660 MWh seinen Spitzenwert.
2011 waren in dem Kernkraftwerk 345 Mitarbeiter beschäftigt, 2018 waren es 350 eigene Mitarbeiter (davon 18 Auszubildende) sowie zusätzlich „zahlreiche Mitarbeiter von Partnerfirmen“.

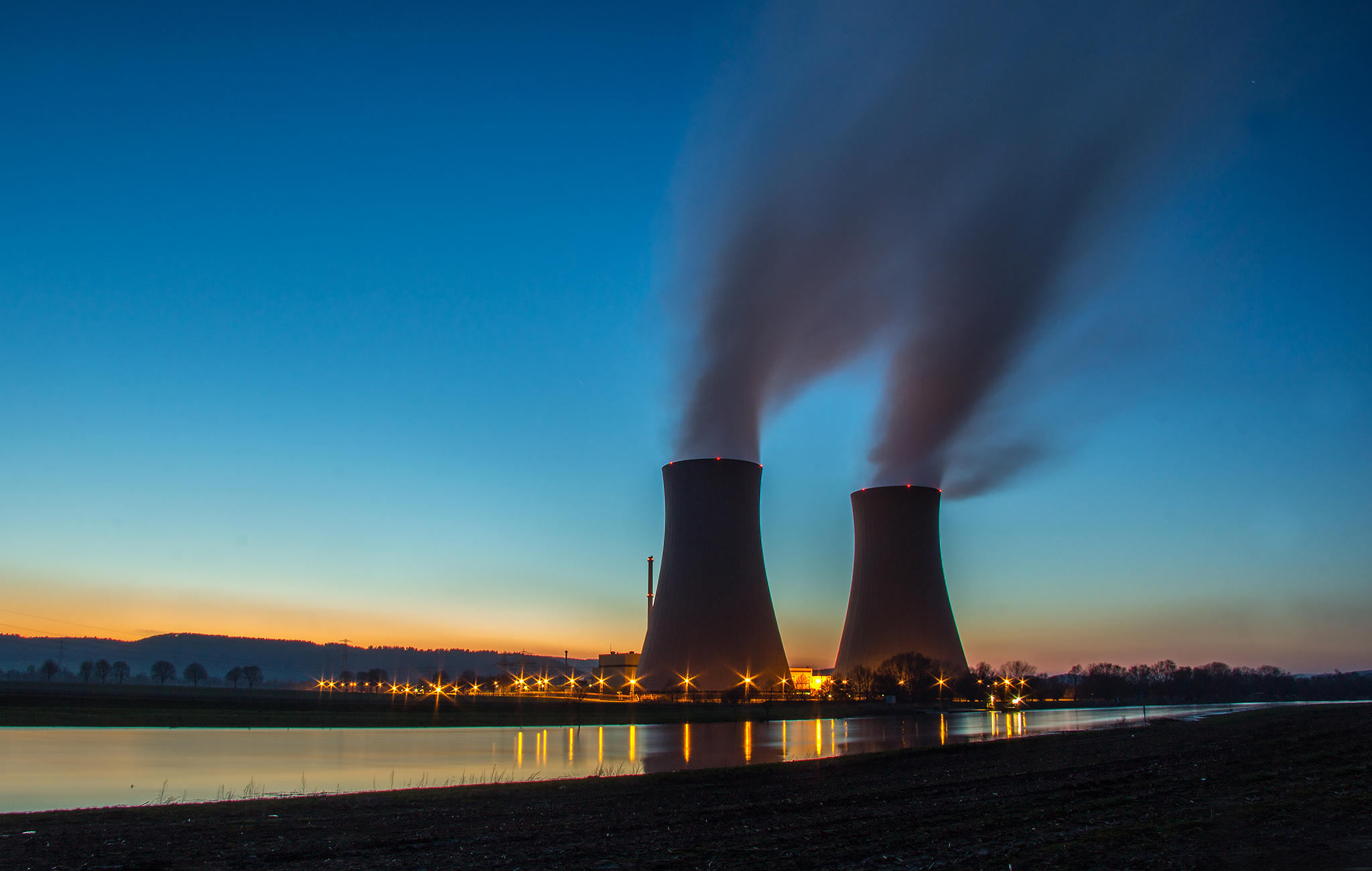
Kernkraftwerk Grohnde, nachts von der Weserseite

Am 30. März 2011 kam das Gerücht auf, die thermische Leistung des Kraftwerks sei bei einer Revision im Jahr 2009 von 3900 auf 4000 Megawatt erhöht worden; der Betreiber habe Turbinenschaufeln ausgetauscht. Laut Pressemeldungen lag zu diesem Zeitpunkt noch keine Genehmigung des zuständigen Ministeriums vor. Tatsächlich unterlagen und -liegen Änderungen an der Turbine (bei einem Druckwasserreaktor fließt dort kein radioaktives Medium) nicht der atomrechtlichen Aufsicht; eine Erhöhung der thermischen Leistung gab es nicht.
Anfang 2013 kam es zur Diskussion über den Einsatz der MOX-Brennelemente. Verschiedene Bürgerinitiativen äußerten sich sehr kritisch über den geplanten Einsatz von acht MOX-Brennelementen. Am 13. Mai 2013 gab der niedersächsische Umweltminister Stefan Wenzel (Bündnis 90/Die Grünen / Kabinett Weil I) nach eingehender Diskussion mit verschiedenen Umweltverbänden mit der Zustimmung zum Wiederanfahren die Erlaubnis für den Einsatz dieser MOX-Brennelemente im KKW Grohnde. Auch im Jahr 2014 wurden mit Zustimmung von Stefan Wenzel wieder neue MOX-Brennelemente eingesetzt.
Im April 2014 wurde das KKW zur jährlichen Revision heruntergefahren. Bei den wiederkehrenden Prüfungen wurden neben einem Defekt an einem Generator auch Schäden an den Niederhaltefedern der Drosselkörper entdeckt. Die Drosselkörper sitzen in den Führungsrohren der Brennelemente, die keine Steuerstäbe haben, und sollen den Kühlmittelfluss optimieren, also vergleichmäßigen. Eine sicherheitstechnisch wichtige Funktion haben sie nicht. Das Niedersächsische Umweltministerium als zuständige Aufsichtsbehörde forderte daraufhin eine vollständige Untersuchung aller Drosselkörperfedern und den Austausch der dabei gefundenen beschädigten Drosselkörper. Nach Abschluss aller Arbeiten und damit kurz vor dem Wiederanfahren erhielt der Umweltminister Stefan Wenzel von einem Atomkraftgegner den Hinweis, bei der Revision sei angeblich eine wichtige Armatur fehlerhaft repariert worden; der Minister hielt daraufhin seine bereits vorbereitete Zustimmung zum Wiederanfahren zurück und informierte die Staatsanwaltschaft Hannover. E.ON hatte dagegen unverzüglich einen Eilantrag vor Gericht gestellt, über den das Oberverwaltungsgericht Lüneburg entscheiden sollte. Da sich die Staatsanwaltschaft aber weigerte, überhaupt Ermittlungen aufzunehmen, weil sie keinen Anfangsverdacht sah, und E.ON gegenüber der Aufsichtsbehörde nachwies, dass die Anschuldigungen unzutreffend und frei erfunden seien, gab es für Umweltminister Wenzel keine Möglichkeit mehr, die Zustimmung zum Wiederanfahren zu verweigern. Sie wurde noch am selben Tag erteilt; bereits 24 Stunden später war das Kraftwerk wieder am Netz.
Da die gesetzliche Reststrommenge von 200,90 TWh zum zweiten Quartal 2019 aufgebraucht war, kaufte die Betreibergesellschaft weitere 4,7 TWh von PreussenElektra. Die Strommenge sichert den Weiterbetrieb zunächst bis Oktober 2019 und wurde aus den stillgelegten Kernkraftwerken Unterweser, Isar 1 und Grafenrheinfeld übertragen.
Für die Übertragung weiterer Elektrizitätsmengen aus dem stillgelegten Kernkraftwerk Krümmel bis zur endgültigen Abschaltung des Kernkraftwerks Grohnde Ende 2021 ist vor dem Landgericht Hamburg eine Klage zwischen PreussenElektra und Vattenfall anhängig. Beide Unternehmen sind jeweils mit 50 % an Krümmel beteiligt. Es geht um 44.000 Gigawattstunden im Wert von rund 415 Millionen Euro, auf die die E.ON-Tochter PreussenElektra einen kostenlosen Anspruch sieht – die Hälfte der Reststrommenge von Krümmel. Mitbetreiber und Wettbewerber Vattenfall möchte sich aber dafür bezahlen lassen.
Zugleich wurde ein Antrag PreussenElektras auf Erlass einer einstweiligen Verfügung behandelt, mit dem das Unternehmen eine Übertragung eines Teils der Reststrommenge in Höhe von 10.000 Gigawattstunden an die Betreibergesellschaft des AKW Grohnde erzwingen wollte, um den Fortgang des Betriebes zu sichern. In einem Vergleich einigten sich die beiden Unternehmen schließlich auf die Übertragung von 10.000 Gigawattstunden für mehr als 278 Millionen Euro – allerdings unter der Bedingung, dass der Kaufpreis von Vattenfall an E.ON zurückgezahlt wird, sollte die Klage im Hauptsacheverfahren Erfolg haben.
Die ursprünglich für Ende August 2019 erwartete endgültige Entscheidung des Landgerichts Hamburg in der Sache fand nicht statt, da der Vorsitzende Richter der Zivilkammer die Wiedereröffnung der mündlichen Verhandlung verkündete. Seiner Meinung nach ändere sich durch den erfolgten Vergleich die Grundlage der ursprünglichen Forderung. Zum anderen habe PreussenElektra zusätzlich kartellrechtliche Fragen aufgeworfen, die in dem Verfahren bislang nicht behandelt worden seien. Die Parteien sollten nach den Worten des Richters auch im Hauptsacheverfahren Vergleichsverhandlungen aufnehmen.
Da die 2019 übertragenen Reststrommengen von 10.000 Gigawattstunden im Oktober 2020 aufgebraucht waren, vereinbarten PreussenElektra und Vattenfall daran anschließend die Übertragung von weiteren 3.000 Gigawattstunden von Krümmel an Grohnde. Diese Strommenge reicht voraussichtlich bis Ende Januar 2021 und kostet PreussenElektra weitere 83,4 Millionen Euro. In Sachen der Klage von PreussenElektra gegen Vattenfall ist seit 2019 kein weiterer Gerichtstermin anberaumt worden.
Im März 2021 wurde bekannt, dass sich Bundesregierung und die Energieversorger Vattenfall, RWE, EnBW und PreussenElektra auf einen finanziellen Ausgleich sowie die Beilegung aller Streitigkeiten anlässlich des Atomausstiegs 2011 geeinigt haben. Kurz nach dem Super-GAU in Fukushima waren durch Änderung des Atomgesetzes die 8 ältesten AKW stillgelegt worden. Die Bundesrepublik zahlt den Energieversorgern dafür einen finanziellen Ausgleich von insgesamt 2,428 Mrd. Euro. Davon erhält Vattenfall 1,425 Mrd. Euro, RWE 880 Mio. Euro, EnBW 80 Mio. Euro und PreussenElektra 42,5 Mio. Euro. Ein weiterer finanzieller Vorteil für PreussenElektra besteht im Rahmen des erzielten Kompromisses darin, dass die bisher an Vattenfall unter Vorbehalt gezahlten Beträge für Reststrommengen in dreistelliger Millionenhöhe (s. oben) komplett von Vattenfall erstattet werden. Lediglich die darüber hinaus noch benötigten Reststrommengen in Höhe von 13 Mrd. kWh aus dem Kernkraftwerk Krümmel werden gegen eine Zahlung von 181 Mio. Euro von PreussenElektra an Vattenfall geregelt. Damit ist der Rechtsstreit zwischen diesen beiden Energieversorgern erledigt.
Während der Hitzewellen in Europa 2019 war im Juli 2019 die Weser als Kühlwasserlieferant so stark aufgeheizt, dass geplant war, das Kraftwerk abzuschalten, wenn der Fluss den kritischen Grenzwert von 26 Grad Celsius Wassertemperatur erreichen sollte. Diese erhöhte Grundtemperatur des Kühlwassers und zu wenig Durchfluss ermöglicht damit keine ausreichende Kühlung in allen Betriebszuständen des Kraftwerks. Zudem sollte damit das Ökosystem des Flusses geschützt werden und die Temperatur des Flusswassers nicht zu stark durch das Rückführen von erwärmtem Kühlwasser in die Weser erhöht werden. Dieser Fall trat jedoch nicht ein, da die Weser „nur“ 25 Grad Celsius warm wurde.
Im Juli 2019 trainierten rund 100 Einsatzkräfte der Polizei, darunter Kräfte eines SEK aus Nordrhein-Westfalen, auf dem Kraftwerksgelände die Bekämpfung von zwei angenommenen Angriffen, bei denen Umweltaktivisten die Kühltürme besetzt und eine Art Hängematte zwischen beiden Türmen gespannt hätten. Auch eine Geiselnahme im radioaktiven Kontrollbereich wurde simuliert, während der das Tragen von Schutzanzügen nötig gewesen sei.
Am 7. Februar 2021 erreichte das Kernkraftwerk eine Gesamtstromerzeugungsmenge von 400 Mrd. kWh. Es war damit weltweit der erste Kernkraftwerksblock, der diese Erzeugungsmenge erreicht hat.
Am 31. Dezember 2021 wurde das Kernkraftwerk Grohnde im Rahmen des Atomausstiegs der Bundesrepublik Deutschland zusammen mit dem Kernkraftwerk Brokdorf und dem Kernkraftwerk Gundremmingen um Mitternacht vom Netz genommen und wird stillgelegt. Der nukleare Rückbau soll 15 Jahre dauern.

## Anlage
Zentraler Bestandteil des Kraftwerks ist ein Druckwasserreaktor, der sich in einem kugelförmigen Reaktorgebäude mit Abluftkamin befindet. Auf dem Gelände befinden sich außerdem ein Maschinenhaus, zwei baugleiche Naturzug-Nasskühltürme mit einer Schalenhöhe von 146,50 m, Flusswasserentnahmebauwerke zur Kühlung sowie das „Brennelemente-Zwischenlager Grohnde (BZD)“. Die ganze Anlage ist von einem 2.200 Meter langen Sicherheitszaun umgeben. Zum An- und Abtransport führen eine Asphaltstraße sowie eine eingleisige Bahnlinie auf das Gelände.

### Kernreaktor

Aufbau eines Druckwasserreaktors

Bei dem im Grohnde vorhandenen Kernreaktor handelt es sich um einen Druckwasserreaktor der zweiten Generation, eine sogenannte Vor-Konvoi-Anlage der 1300-MW-Klasse. Dieser Reaktortyp wurde mit Modifikationen in den 1970er Jahren entwickelt und in vier Kernkraftwerken in Deutschland eingebaut. Er wurde von der Kraftwerk Union errichtet.
Bei Stilllegung hatte das Kraftwerk eine elektrische Bruttoleistung (Nennleistung) am Generator von 1430 Megawatt (MW). Die Nettoleistung betrug 1360 Megawatt. Diese Werte galten seit einer Modifikation im Schaufelbereich des Generators im Jahr 1996. Die hier genannten Werte geben die maximale Leistung an, die für die Produktion elektrischer Energie zur Verfügung stehen konnte. Die Nettoleistung entspricht dem Bruttowert abzüglich des Kraftwerkseigenverbrauchs von Neben- und Hilfsanlagen. Die thermische Reaktorleistung lag bei bis zu 3900 Megawatt.
Der Reaktorkern fasste 193 Brennelemente mit einer aktiven Brennstabslänge von 3,9 Metern und einer Brennstoffmasse von 103 Tonnen. Die vier Dampferzeuger hatten eine Gesamtmasse von 365 Tonnen bei einem größten Durchmesser von 4,9 Metern und einer Gesamthöhe von 21,3 Metern. Die Anlage war eine sogenannte „Vier-Loop-Anlage“ mit vier Dampferzeugern, in denen die Wärmeenergie aus dem Primärkreislauf über vier getrennte Kontaktpunkte an den Sekundärkreislauf zum Antrieb der Turbinen abgegeben wurde.
Das Reaktorkühlsystem besteht aus vier Hauptkühlmittelpumpen mit einer Antriebsleistung je Pumpe von bis zu 7350 kW. Die mittlere Kühlmitteltemperatur betrug dabei 308,6 °C.
Zum Reaktorbereich gehört der Reaktordruckbehälter mit einem Innendurchmesser von 5 m bei einer Gesamthöhe einschließlich Steuerstabantriebsstutzen von 12,3 m. Die Gesamtmasse des Druckbehälters beträgt etwa 540 Tonnen, die Wandstärke des zylindrischen Teils 25 Zentimeter. Der Sicherheitsbehälter ist aus dem Stahl WStE 51 gefertigt.
| Reaktorblock  | Reaktortyp         | Baulinie                     | elektrische- Leistung | elektrische- Leistung | thermische- Reaktorleistung | Baubeginn    | Netzsyn- chronisation | Kommer- zieller Betrieb | Stilllegung   |
| Reaktorblock  | Reaktortyp         | Baulinie                     | Netto                 | Brutto                | thermische- Reaktorleistung | Baubeginn    | Netzsyn- chronisation | Kommer- zieller Betrieb | Stilllegung   |
| ------------- | ------------------ | ---------------------------- | --------------------- | --------------------- | --------------------------- | ------------ | --------------------- | ----------------------- | ------------- |
| Grohnde (KWG) | Druckwasserreaktor | KWU-Baulinie '3 (Vor-Konvoi) | 1.360 MW              | 1.430 MW              | 3.900 MW                    | 1. Juni 1976 | 5. Sep. 1984          | 1. Feb. 1985            | 31. Dez. 2021 |

### Sicherheitsbehälter
Der Sicherheitsbehälter ist beim KKW Grohnde als Kugel ausgelegt, die den Kernreaktor mit seinen zugeordneten Elementen umgibt. Sie besteht aus Stahl und hat eine Wanddicke von 30 mm und einen Kugeldurchmesser von 56 Metern. Sie ist auf einen Innendruck von 5,3 bar ausgelegt. Die umgebende Betonhülle ist gemäß einer 1981 in Kraft getretenen Leitlinie der Reaktor-Sicherheitskommission so ausgelegt, dass sie auch dem Absturz einer F-4 Phantom widerstehen können soll, die mit 774 km/h fliegt und zwanzig Tonnen wiegt. Die Reaktorhülle besteht aus 180 cm dickem Beton. Sie soll auch den Absturz eines Airbus A320 überstehen können.

### Betriebsergebnis
| Jahr | Millionen Kilowatt- stunden [GWh] | Jahr | Millionen Kilowatt- stunden [GWh] |
| ---- | --------------------------------- | ---- | --------------------------------- |
| 1984 | 1.214,0                           | 2003 | 10.933,0                          |
| 1985 | 10.871,1                          | 2004 | 10.695,4                          |
| 1986 | 10.205,4                          | 2005 | 10.841,0                          |
| 1987 | 9.648,5                           | 2006 | 10.995,7                          |
| 1988 | 10.208,3                          | 2007 | 10.818,4                          |
| 1989 | 10.279,4                          | 2008 | 10.546,0                          |
| 1990 | 10.123,6                          | 2009 | 10.867,5                          |
| 1991 | 9.957,8                           | 2010 | 10.782,4                          |
| 1992 | 10.424,3                          | 2011 | 9.603,2                           |
| 1993 | 10.680,1                          | 2012 | 11.008,6                          |
| 1994 | 10.226,5                          | 2013 | 10.420,1                          |
| 1995 | 10.771,1                          | 2014 | 9.481,2                           |
| 1996 | 10.589,9                          | 2015 | 9.864,6                           |
| 1997 | 11.864,7                          | 2016 | 8.415,9                           |
| 1998 | 11.146,3                          | 2017 | 9.133,0                           |
| 1999 | 11.212,2                          | 2018 | 10.339,2                          |
| 2000 | 11.055,9                          | 2019 | 10.113,3                          |
| 2001 | 10.926,7                          | 2020 | 9.909,6                           |
| 2002 | 10.791,7                          | 2021 | 10.492.4                          |

Die produzierte elektrische Energie des Kernkraftwerkes hing hauptsächlich davon ab, an wie vielen Tagen es im Normalbetrieb am Netz war. Im Normalbetrieb lief es nahezu immer unter Volllast und diente somit der Grundlastversorgung im Stromnetz. Die maximal mögliche Stromproduktion wurde allerdings durch die jährlich durchzuführende Revision, die zwischen zwei und sechs Wochen dauern konnte und meistens im April angesetzt war, nicht erreicht. Hinzu kommen noch gelegentliche Abschaltungen wegen Unregelmäßigkeiten in der Anlage und unvorhergesehener Reparaturen.
Während die jährliche Nettostromerzeugung im Kernkraftwerk Grohnde bis 2013 fast immer über 10.000 GWh lag, war in den Jahren 2014 bis 2017 ein signifikanter Abfall in der Stromproduktion festzustellen (s. Tabelle rechts). Der Grund dafür waren Defekte an verschiedenen Bauteilen sowohl im nuklearen als auch im nicht-nuklearen Bereich, die insbesondere 2014 und 2016 zu langen Betriebsstillständen führten. Die Frühjahrsrevision 2016 musste durch einen Montagefehler bei einer Nachkühlpumpe von regulär zwei auf insgesamt 10 Wochen verlängert werden (s. Betriebsstörungen und meldepflichtige Ereignisse). Die jährliche Stromproduktion sank dadurch auf 8.416 GWh. Erst 2018 konnte wieder ein Ergebnis über 10.000 GWh erreicht werden.

## Bauwerke

### Abluftkamin
Der Abluftkamin dient der gezielten Abgabe von gasförmigen Emissionen aus dem Reaktorgebäude in die Umgebung. Der Schornstein ist laut TÜV 130 Meter hoch. Auch im Normalbetrieb wurden radioaktive Stoffe abgegeben, deren Menge einer Überwachung unterlag.

### Kühltürme
Zur vollständigen Kondensation des Niedrigdruck-Dampfes werden zwei Naturzugkühltürme, beide mit einer Höhe von 146 Metern, eingesetzt. Sie sind über einen weiteren Kühlkreislauf mit dem Kondensator verbunden. Das Kühlwasser wird der Weser entnommen und passiert den Turbinenkondensator und wird anschließend im Kühlturm auf zehn Meter Höhe gepumpt. Dort wird es gleichmäßig verteilt und rieselt in die Kühlturmtasse, den Sammelbereich des herabrieselnden Wassers, der die komplette Basis des Kühlturmes einnimmt. An der von unten in den Kühlturm einströmenden Luft verdunstet das herabriesende Wasser und wird so zum einen Teil in ein gasförmiges Aggregat überführt. Das entzieht Energie die das Wasser abkühlt.

### Kernreaktor-Fernüberwachung
Im Jahr 1984 wurde das KKW Grohnde in das Kernkraftwerk-Fernüberwachungssystem des Landes Niedersachsen integriert. Dieses sollte von betreiberunabhängiger Seite die Emissionen radioaktiver Stoffe mit Abluft oder Abwasser aus dem Kernkraftwerk Grohnde und den anderen Kernkraftwerken in Niedersachsen überwachen und dokumentieren. Im Einzelnen waren dies die Werte für die Abgabe radioaktiver Stoffe in Form von Edelgasen, Aerosolen und Jod (Nuklid 131J) im Abluftkamin sowie die Konzentration der im Abwasser vorhandenen radioaktiven Stoffe.

### Netzanschluss
Der Netzanschluss erfolgte auf der 380-kV-Höchstspannungsebene in das Netz des Übertragungsnetzbetreibers Tennet TSO.

### Zwischenlager
Ein Zwischenlager für Transportbehälter vom Typ Castor V/19, in denen abgebrannte Kernbrennelemente mit einer Schwermetallmasse von 1.000 Tonnen gelagert werden können, wurde am 17. April 2006 in Betrieb genommen. Das Zwischenlager sollte Transporte aus dem KKW Grohnde in die Wiederaufarbeitung überflüssig machen.
Der Standort liegt 200 Meter vom Reaktorgebäude entfernt innerhalb der Schutzzone V des Heilquellenschutzgebietes für das Staatsbad Bad Pyrmont und einen Kilometer nordöstlich eines Wasserschutzgebietes.
Die Lagerung erfolgt nach dem Konzept der trockenen Zwischenlagerung in metallischen, dicht verschlossenen Behältern in einem Lagergebäude aus Stahlbeton. Laut Genehmigungsbescheid des Bundesamtes für Strahlenschutz (BfS) vom 20. Dezember 2002 darf die Aufbewahrung der Kernbrennstoffe auf maximal 100 Stellplätzen erfolgen. Die Einlagerungserlaubnis ist auf 40 Jahre begrenzt.
Das Zwischenlager verfügt über 1,20 m starke Wände und eine 1,30 m starke Decke in Stahlbetonbauweise. Die Bodenplatte ist als durchgehende Stahlbetonplatte ausgebildet. Die äußeren Abmessungen des Lagergebäudes betragen in der Länge 93 m, in der Breite 27 m und in der Höhe 23 m. Die Grundfläche des Lagerbereiches beträgt ca. 1650 m², davon entfallen auf die effektive Lagerfläche ca. 950 m².
Anfang Februar 2020 wurde bekannt, dass die PreussenElektra für ihre KKW-Standorte Grohnde und Brokdorf insgesamt 62 Castor-Behälter bestellt hat. Davon sind 23 Castoren für Grohnde und 39 für Brokdorf bestimmt. Der Auftrag hat ein Gesamtvolumen von deutlich mehr als 100 Millionen Euro. Lieferant ist die Gesellschaft für Nuklear-Service (GNS). Die Behälter sollen ab Mitte 2022 aus der GNS-Betriebsstätte in Mülheim an der Ruhr an die beiden Kraftwerke nach Beendigung deren Leistungsbetriebs Ende 2021 ausgeliefert werden.
Seit dem 1. Januar 2019 ist die bundeseigene Gesellschaft für Zwischenlagerung (BGZ) verantwortlich für alle 12 Brennelemente-Zwischenlager an den deutschen Kernkraftwerken, somit auch für das Zwischenlager Grohnde. Am 7. März 2019 stellten Vertreter der BGZ ihr Zwischenlagerkonzept für Grohnde der Öffentlichkeit im Emmerthaler Rathaus vor. Seit seiner Inbetriebnahme wurden 50 Transport- und Lagerbehälter im Zwischenlager eingestellt (Stand 31. Oktober 2023).

## Personal
Betriebsleiter ist nach der Verabschiedung von Michael Bongartz, der in die Geschäftsführung der PreussenElektra berufen wurde, Peter Schwarz.

## Sicherheit
Im sogenannten Stresstest der EU-Kommission von 2011/2012 wurde dem Kernkraftwerk Grohnde zu wenig Vorsorge bei Erdbeben testiert. Die Kommission sah Nachrüstungsbedarf bei Instrumenten, um eventuelle Erdbeben anzukündigen. Die Abschaltung des Kraftwerkes Ende 2021 machte diese Nachrüstung überflüssig.

### Betriebsstörungen und meldepflichtige Ereignisse

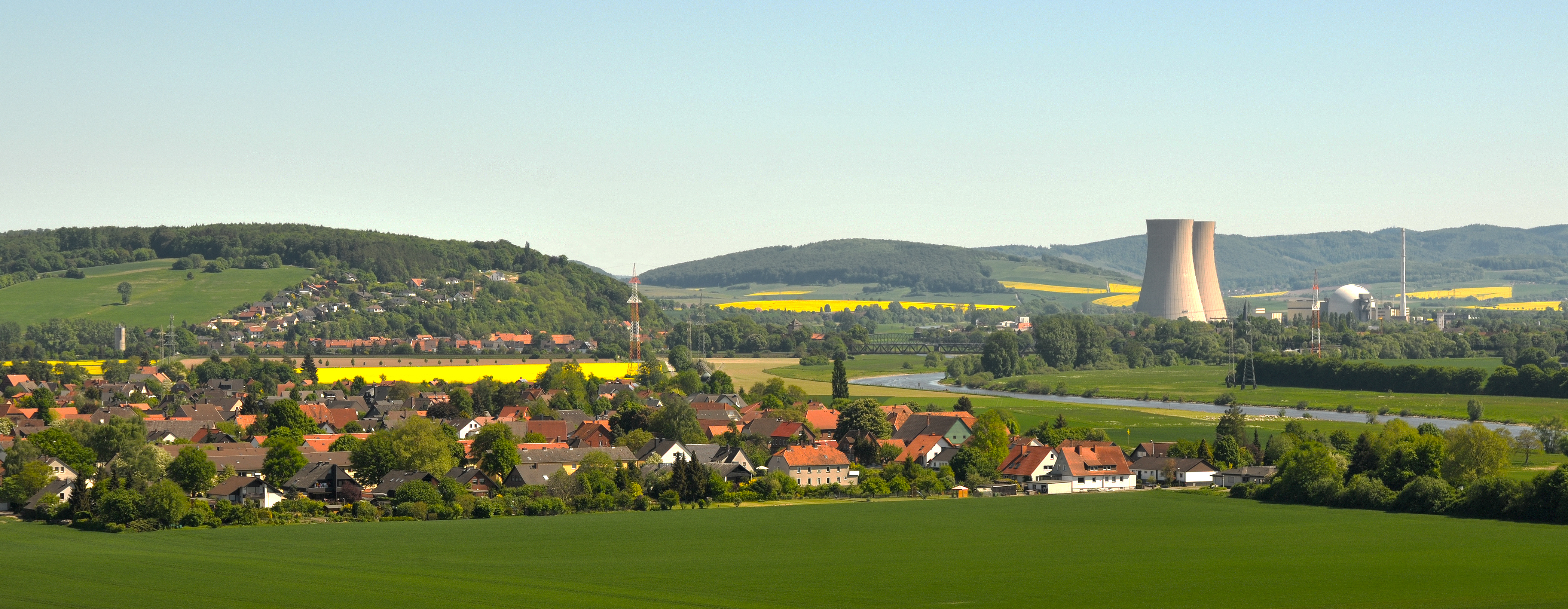
Blick auf das Kernkraftwerk Grohnde, im Vordergrund Tündern, links der Bückeberg mit dem früheren Festplatz der Reichserntedankfeste

Seit 1984 wurden beim KKW Grohnde 279 meldepflichtige Ereignisse bekannt (Stand: 31. Dezember 2021). Die entsprechende Statistik wird vom Bundesamt für die Sicherheit der nuklearen Entsorgung (BASE, ehemals BfE) geführt.

#### 1985
Bei einer Revision fiel auf, dass das Hochdruck-Notkühlsystem nicht funktionsfähig war, weil eine der vier Pumpen Gas statt Wasser enthielt. Auch die anderen drei Pumpen enthielten in ihren Zuleitungen eine unzulässige Menge an Gasen. Ein Leck im Primärkühlkreislauf hätte somit zur Kernschmelze führen können.

#### 1996
Durch eine fehlerhafte Bedienung während der Durchführung einer Prüfung kam es kurzzeitig zu einem unvorhergesehenen Öffnen des Druckhalter-Abblaseventils am Primärkreislauf. Die Störung wurde als meldepflichtiges Ereignis der INES-Stufe 1 eingestuft.

#### 2005
Am 11. Juli kam es durch eine Störung zu einer Abschaltung mehrerer Komponenten. Durch das fehlerhafte Öffnen eines Mindestmengenventile einer Speisewasserpumpe wurde eine Unterspeisungstransiente ausgelöst, die zur Folge hatte, dass der Dampferzeugerfüllstand unter 8,5 Meter fiel und es zu einer Turbinen- und Reaktorschnellabschaltung kam. Nachdem die Ursache für die Störung geklärt war, nahm der Reaktor am 12. Juli um 0:32 Uhr den Leistungsbetrieb wieder auf.
Am 24. Juli kam es um 9:16 Uhr zu einer Turbinenregelstörung, was einen Lastabwurf auf 240 MW verursachte. Dies führte im Weiteren zu einer Reaktorschnellabschaltung. Nachdem der Fehler behoben worden war, wurde der Reaktor zirka 12 Stunden später wieder in den Leistungsbetrieb hochgefahren.

#### 2014
Ende April wurde während der Revision im Inneren des 550 t schweren Stromgenerators ein irreparabler Schaden in Millionenhöhe entdeckt. Der gebrauchte Ersatzgenerator wurde auf dem Wasserwege herangeschafft. Um den für den Schwertransport zu niedrigen Wasserstand der Weser anzuheben, wurde aus der Edertalsperre Wasser abgelassen. Die Revision verlängerte sich durch die Austauschaktion um mehrere Wochen.

#### 2016
Im Bereich des sekundären Chemikaliendosierstutzens der Verdampferkolonne des Systems zur Behandlung radioaktiver Abwässer wurde im Januar 2016 während des Leistungsbetriebs bei einer wiederkehrenden Prüfung eine lokale Wanddickenschwächung an der Behälterwand festgestellt.
Bei der Frühjahrsrevision stellte man beim Wiederanfahren des Reaktors einen Schaden an einer der vier Nachkühlpumpen fest. Eine Laufradmutter hatte sich gelöst. Sie war mit falschem Drehmoment angezogen worden und ein Sicherungsblech nicht vorschriftsmäßig fixiert. Dies führte zur Schädigung verschiedener Pumpenkomponenten mit Materialabtrag. Abgelöste Metallteile mit einem Gewicht von 20 kg hatten sich im gesamten Reaktorkühlkreislauf verteilt und mussten zeitaufwändig herausgefiltert werden. Des Weiteren wurden sämtliche 193 Brennelemente aus dem Reaktorkern entladen und auf Beschädigungen untersucht. Außerdem mussten die vier je 19 Meter hohen Dampferzeuger mit insgesamt 16.000 Heizrohren auf Schäden überprüft werden. Deshalb war die Anlage von Anfang April bis Mitte Juni vom Netz.
Ende Juli wurde die Anlage durch den Betreiber aufgrund einer Tropfleckage vom Netz genommen. Nach der Reparatur einer Schweißnaht im Bereich der Hauptkühlmittelleitung wurde die Anlage nach zwei Wochen Mitte August wieder hochgefahren.
Im August kam ein Arbeiter ums Leben, als bei Wartungsarbeiten aus einem Hilfskessel heißer Dampf entwich.
Ende August 2016 verrutschte bei einer Handhabung außerhalb des Reaktorgebäudes ein Transportbehälter für unbestrahlte Brennelemente, worauf eine Hebetraverse verformt wurde. Die beiden transportierten Brennelemente wurden anschließend beim Hersteller auf Beschädigungen untersucht.

#### 2017
Am 26. Januar kam es zum Ausfall einer elektronischen Baugruppe in einem von vier Strängen des Reaktorschutzsystems. Da gerade an einem anderen Strang vorbeugende Instandhaltungsmaßnahmen durchgeführt wurden, war das Notspeisesystem zwischenzeitlich nur zur Hälfte (es verblieben 2 von 4 50%-Strängen) verfügbar. Dieser Vorfall wurde laut Berichten des Betreibers PreussenElektra und des Niedersächsischen Umweltministeriums nach dem Kriterium E 2.1.1 (Eilt) gemäß Atomrechtlicher Sicherheitsbeauftragten- und Meldeverordnung (AtSMV) eingestuft.
Am 4. März wurde während der Revision irrtümlich ein Notstromdiesel gestartet, weil ein Diodenstecker irrtümlich gesteckt worden war. Dieses Ereignis ereignete sich bei Tests während der Umstellung von Eigenstromversorgung auf Fremdstromversorgung.
Am 28. März wurde während der Revision festgestellt, dass sich ein Brennelementzentrierstift im unteren Kerngerüst des Reaktordruckbehälters gelöst hatte. Der Zentrierstift wurde geborgen. Er war beim Entladen der Brennelemente noch vorhanden, hatte sich aber im Rahmen von Revisionsarbeiten gelöst. Pro Brennelement dienen je zwei Zentrierstifte als Positionierhilfe beim Einsetzen in den Reaktor.
Am 3. April wurde während der Revision in einer der vier Speiseleitungen der Dampferzeuger eine defekte elektronische Baugruppe im Steuerpfad der Regelarmatur getauscht.
Am 25. September wurden im Rahmen eines Prüfprogramms 31 Brennelemente inspiziert, die sich im Nasslager (Abklingbecken) befanden. Die Anlage befand sich im Volllastbetrieb. Dabei wurde an drei Brennelementen jeweils eine gebrochene Niederhaltefeder festgestellt. Die Niederhaltefedern dienen der korrekten Positionierung eines Brennelements. Ein Brennelement verfügt über insgesamt 16 Niederhaltefedern.
Am 25. Oktober wurde im Rahmen der kontinuierlichen Überwachung festgestellt, dass eine Undichtigkeit an einer Messleitung einer der vier Hauptkühlmittelpumpen bestand. Das Kraftwerk musste zu Reparaturzwecken für 10 Tage vom Netz genommen werden.
Am 30. November wurde bei einer Routineüberprüfung eine Leckage bei einem der vier Stränge des Zwischenkühlsystems festgestellt. Der laufende Betrieb war dadurch nicht beeinträchtigt.

#### 2018
Während der vom 24. Februar bis 22. März laufenden Revision wurde zwei meldepflichtige Ereignisse festgestellt:
- Bei dem meldepflichtigen Ereignis 01/2018 „Mangel am elektrischen Antrieb des Frischdampf-Abblaseregelventils“ wurde eine Fehlfunktion im Antrieb eines Frischdampf-Abblaseregelventils erkannt und behoben.
- Bei dem meldepflichtigen Ereignis 02/2018 „Defekter Brennelement-Zentrierstift“ wurde der Bruch eines Brennelement-Zentrierstiftes gemeldet. Das Bruchstück wurde geborgen und alle anderen Brennelement-Zentrierstifte überprüft.

Am 10. April musste im Rahmen einer wiederkehrenden Prüfung einer der vier Notstromdiesel gegen ein Reserveaggregat ausgetauscht werden. Im Rahmen einer Routineprüfung wurden bei einem Notstromdiesel zwei Befunde festgestellt:
- Meldepflichtiges Ereignis 03/2018: Beginnender Lagerschaden im Bereich der Kurbelwelle
- Meldepflichtiges Ereignis 04/2018: Beläge an einem Kühlwassertemperaturregler

Am 16. April kam es aufgrund eines fehlerhaften Ansprechens eines Signals aus dem Reaktorschutzsystem zum Start eines Notstromdiesels in einem von vier Strängen. Es handelt sich um das meldepflichtige Ereignis Nr. 05/2018.
Am 16. Juni wurde bei einem betrieblichen Schaltvorgang einer Kältemaschine festgestellt, dass ein Regelventil zur Kühlwasserversorgung der Kältemaschine nicht bewegt werden konnte. Ursache hierfür war eine Ventilspindel, die sich verklemmt hatte. Die Kältemaschinen versorgen über Umluftanlagen bestimmte Raumbereiche mit gekühlter Frischluft. Während der Reparatur standen die Kältemaschinen der übrigen drei Redundanzen zur Verfügung. Es handelt sich um das meldepflichtige Ereignis Nr. 06/2018.
Am 11. Juli 2018 kam es im Zuge eines betrieblichen Schaltvorgangs zum Ausfall eines von vier Systemsträngen des Nebenkühlwassersystems. Als Ursache wurde eine unzureichende Gängigkeit einer Rückschlagklappe im Rohrleitungssystem festgestellt. Das Nebenkühlwassersystem dient zur Wärmeabfuhr und Kühlung von Komponenten aus betrieblichen und sicherheitstechnischen Systemen. Es handelt sich um das meldepflichtige Ereignis Nr. 07/2018.
Am 4. Dezember 2018 ereignete sich ein meldepflichtiges Ereignis, bei dem anlässlich einer wiederkehrenden Prüfung ein Überströmventil eines Stranges des Zusatzboriersystems nicht ordnungsgemäß regelte. Das Ventil hat unter anderem die Aufgabe, bei solchen wiederkehrenden Prüfungen das Kühlmittel statt in den Reaktorkühlkreislauf wieder zurück in den Flutbehälter zu führen. Es handelt sich um das meldepflichtige Ereignis Nr. 08/2018.

#### 2019
Im Zuge der Kraftwerksrevision vom 21. April bis 26. Mai wurden der Aufsichtsbehörde vom Anlagenbetreiber folgende drei meldepflichtige Ereignisse angezeigt:
1. Im Rahmen einer Freischaltung eines Teilstranges des Nebenkühlwassersystems kam es zum Eintritt von Kühlwasser in einen Pumpenraum, wodurch die darin befindliche Pumpe überflutet wurde. Die Pumpe wurde ausgetauscht.
2. Im Rahmen des Prüfprogramms im Frischdampfsystem wurden Wanddickenschwächungen an Kleinrohrleitungen festgestellt. Die Integrität der Leitungen war zwar ausreichend, sie wurden aber ausgetauscht.
3. Ferner kam es zu einem Fehlstart eines Notspeisenotstromdiesels aufgrund einer abweichenden Prüfeinstellung.

Die Revision war wegen der umfangreichen Arbeiten ursprünglich für eine Dauer von 26 Tagen geplant. Nach Beendigung der Revisionsarbeiten stellte sich Mitte Mai heraus, dass eine Steckverbindung an einer Messeinrichtung am Deckel des Reaktordruckbehälters defekt war und getauscht werden musste. Hierfür war es notwendig, den Reaktordruckbehälter erneut zu öffnen, was umfangreiche vorbereitende Arbeiten erforderte. Der Anlagenstillstand verlängerte sich dadurch um weitere 10 Tage, sodass die Anlage erst nach 5 Wochen am 27. Mai wieder ans Netz gehen konnte.
Am 15. Juli gab PreussenElektra bekannt, dass bei einer Notspeisepumpe die erforderliche Mindestmenge nicht erreicht wurde. Ursächlich hierfür war die Schwergängigkeit eines Ventils an der Pumpe. Das Ventil wurde instand gesetzt.
Am 13. August meldete PreussenElektra den Defekt einer Hochdruckdichtung einer Borierpumpe. Die betroffene Dichtung wurde erneuert.
Am 16. September meldete das niedersächsische Umweltministerium als Atomaufsichtsbehörde auffällige Laufgeräusche an einer von vier Nebenkühlwasserpumpen. Da eine beginnende Schädigung nicht auszuschließen war, wurde die Pumpe vorübergehend stillgelegt und repariert.
Am 5. November 2019 wurde an einem von vier Notstromdieseln eine geringe Kühlwasserleckage entdeckt. Grund hierfür war eine lose Rohrleitungshalterung, wodurch sich eine Dichtung verschieben konnte.
Am 8. November 2019 startete ungeplant ein Notspeisenotstromdiesel aufgrund eines Defekts in Elektronikbaugruppen der Ansteuerung eines Kuppelschalters der Notstromanlage. Das Reaktorschutzsystem startete bestimmungsgemäß den Diesel.

#### 2020
Anfang April 2020 wurde kurz vor dem Abfahren zur Revision ein Fehler an einem Leistungsschalter einer der 4 Hauptkühlmittelpumpen festgestellt. Für bestimmte seltene Störfälle hätte die diversitäre Abschaltung einer der vier Hauptkühlmittelpumpen nicht zur Verfügung gestanden. Der Schalter wurde getauscht und die Pumpe wieder in Betrieb genommen.
Am 25. August gab PreussenElektra bekannt, dass bei einer wiederkehrenden Prüfung einer Zusatzborierpumpe festgestellt wurde, dass der Prüfdruck auf die hinter der Pumpe befindliche Druckleitung minimal abfiel. Grund hierfür war eine Schwergängigkeit der Ventilspindel im Überströmventil dieses Teilsystems. Die Schwergängigkeit in diesem Ventil hätte im Anforderungsfall möglicherweise dazu führen können, dass das betroffene Teilsystem nicht voll umfänglich zur Verfügung gestanden hätte. Die Ventilspindel wurde getauscht und der anschließende Probelauf erfolgreich durchgeführt.
Am 31. August gab PreussenElektra bekannt, dass sich bei einer wiederkehrenden Prüfung eines Stranges des nuklearen Nachkühlsystems zwei Sicherheitsventile ungeplant öffneten. Grund hierfür war ein unzulässiger Druckaufbau in dem für die Prüfung hergestellten Kreislauf. Auslöser für diesen Druckaufbau war eine unvermittelt eingetretene Durchflussbehinderung innerhalb einer Armatur. Das Ansprechen der Sicherheitsventile war demnach berechtigt, unterliegt jedoch formal der Meldepflicht, obwohl keine Sicherheitsfunktion beeinträchtigt war. Die Behinderung innerhalb der Armatur, die durch eine eingerissene Gummimembran verursacht wurde, ist behoben worden, indem die defekte Membran durch ein Ersatzteil getauscht wurde.

#### 2021
Am 18. Januar gab PreussenElektra bekannt, dass bei einer wiederkehrenden Prüfung am 11. Januar 2021 ein Ventil im Zusatzboriersystem nicht wie vorgesehen geschlossen werden konnte. Bei den Vorbereitungen für die wiederkehrende Prüfung ließ sich eine Armatur in einem der vier Stränge des sogenannten Zusatzboriersystems über die leittechnische Ansteuerung nicht verfahren. Als Grund dafür stellte sich ein Fehler auf einer Baugruppe der Leittechnik heraus. Der Fehler wurde durch Austausch der Baugruppe behoben. Da das Zusatzboriersystem zum Sicherheitssystem der Anlage gehört, wurde das Ereignis nach Kategorie N 2.1.1 der atomrechtlichen Meldeverordnung (AtSMV) gemeldet und in INES 0 eingeordnet.
Bei der Fehlersuche im Rahmen des zuvor genannten Ereignisses kam es darüber hinaus zu einem Kurzschluss in einem benachbarten Schaltfeld. Ursache dafür war ein Fehler in der Isolation eines Drahtes, der beim Herausnehmen einer dieser Baugruppen den Kurzschluss verursachte. Dadurch wurden für die Reparaturdauer weitere Armaturen in der gleichen Redundanz unverfügbar. Auch dieses Ereignis wurde nach Kategorie N 2.1.1 der AtSMV gemeldet und in INES 0 eingeordnet.
Am 20. März 2021 wurde das Kernkraftwerk Grohnde zur letzten Kraftwerksrevision vor Ende seines Leistungsbetriebs zum 31. Dezember 2021 abgeschaltet, um 28 neue Brennelemente einzusetzen und den Sicherheitsbehälter einer letzten Dichtheitsprüfung zu unterziehen.
Während des Stillstands wurden bei wiederkehrenden Prüfungen die folgenden zwei meldepflichtigen Ereignisse verzeichnet und in INES 0 eingeordnet:
1. Zum einen wurde eine Störung beim Mindestmengenbetrieb eines von vier Notspeisewassersystemen festgestellt. Das entsprechende Regelventil wurde inspiziert. Bei anschließend erneut durchgeführten Prüfungen ergab sich kein weiterer Befund.
2. Zum anderen wurden drei Hilfsrelais in der Notstromschaltanlage als fehlerhaft erkannt. Die betroffenen Relais wurden getauscht.

Am 8. Juli wurde im Rahmen der Betriebsüberwachung an einem der insgesamt vier Notstromdiesel ein Kühlwasserverlust festgestellt. Grund hierfür war eine Undichtigkeit an einem Turbolader des betroffenen Diesels. Da zu diesem Zeitpunkt ein weiterer Notstromdiesel wegen geplanter Wartungsarbeiten nicht zur Verfügung stand, waren für einige Stunden nur zwei der vier Notstromdiesel einsatzbereit. Für die sichere Stromversorgung im Anforderungsfall sind zwei der vier Notstromdiesel ausreichend.
Das Vorkommnis liegt unterhalb der siebenstufigen internationalen Skala zur sicherheitstechnischen Bewertung von Vorkommnissen in Kernkraftwerken („Stufe 0“). Der Aufsichtsbehörde wurde es nach der Kategorie „E“ („Eilt“) fristgerecht angezeigt.
Am 4. Oktober 2021 ließ sich im Anschluss an eine wiederkehrende Prüfung eines Notstromdiesels eine Zwischenkühlpumpe nicht von Hand starten. Die Ursache hierfür war eine fehlerhafte Rückmeldung der Verriegelung des Leistungsschalters. Der betroffene Schalter wurde gegen einen Reserveschalter getauscht, die anschließend durchgeführte Funktionsprüfung verlief erfolgreich. Der Schalter wird zur weiteren Ursachenklärung vom Hersteller untersucht.
Zwischenkühlpumpen sind Bestandteil des Nachwärmeabfuhrsystems. Zwei von insgesamt vier vorhandenen Pumpen reichen dabei für die sichere Störfallbeherrschung aus. Insofern hatte das Ereignis keine Auswirkungen auf den bestimmungsgemäßen Betrieb der Anlage und war ohne sicherheitstechnische Bedeutung.

#### 2022
Bei wiederkehrenden Druckprüfungen wurde am 26. Januar an einer Schweißnaht in einem Strang des gesicherten konventionellen Zwischenkühlsystems des Kernkraftwerks Grohnde eine Tropfleckage festgestellt. Die Leckage ist erst beim sogenannten Prüfdruck aufgetreten, der entsprechend dem kerntechnischen Regelwerk den Betriebsdruck überschreitet. Der betroffene Rohrleitungsabschnitt wird ersetzt, im Rahmen der Übertragbarkeitsprüfung werden weitere, vergleichbare Abschnitte untersucht. Diese Arbeiten werden vom Niedersächsischen Ministerium für Umwelt, Energie, Bauen und Klimaschutz als zuständiger Atomaufsicht begleitet.
Das gesicherte Zwischenkühlsystem dient der Wärmeabfuhr von sicherheitstechnisch wichtigen Verbrauchern im nicht nuklearen Bereich des Kraftwerks, wie zum Beispiel dem Notstromdieselaggregat. Diese Wärmeabfuhr war durch die geringe Leckage nicht in Frage gestellt. Auswirkungen auf die Anlage oder die Umgebung bestehen daher nicht.
Das Kernkraftwerk Grohnde befindet sich seit dem 31. Dezember 2021 nicht mehr im Leistungsbetrieb. Der Befund war dennoch meldepflichtig nach der Atomrechtlichen Sicherheitsbeauftragten- und Meldeverordnung (AtSMV), um den Erfahrungsrückfluss sicherzustellen. Das Ereignis wurde nach der Kategorie Normal (N 2.2.1) der Meldeverordnung innerhalb der vorgeschriebenen Frist gemeldet. Das Ereignis wurde nach der INES-Skala in die Stufe 0 eingestuft.

## Nuklearer Rückbau
Preussen Elektra übernimmt als Unternehmen den Rückbau des Kernkraftwerks Grohnde. Auf dem Gelände wird eine Transportbereitstellungshalle für schwach- und mittelaktiven Abfall gebaut. Nach Fertigstellung des Lagers Schacht Konrad kommt dieser Abfall in diesen Lagerort.
Das Gelände des Kernkraftwerk Grohnde steht bis zur Entlassung aus dem Geltungsbereich des Atomgesetzes (voraussichtlich etwa im Jahre 2039) unter der atomrechtlichen Aufsicht des niedersächsischen Umweltministeriums. In diesem Zeitraum steht das Gelände für Nachnutzung jeglicher Art nicht zur Verfügung.

## Gesellschaftliche Auswirkungen

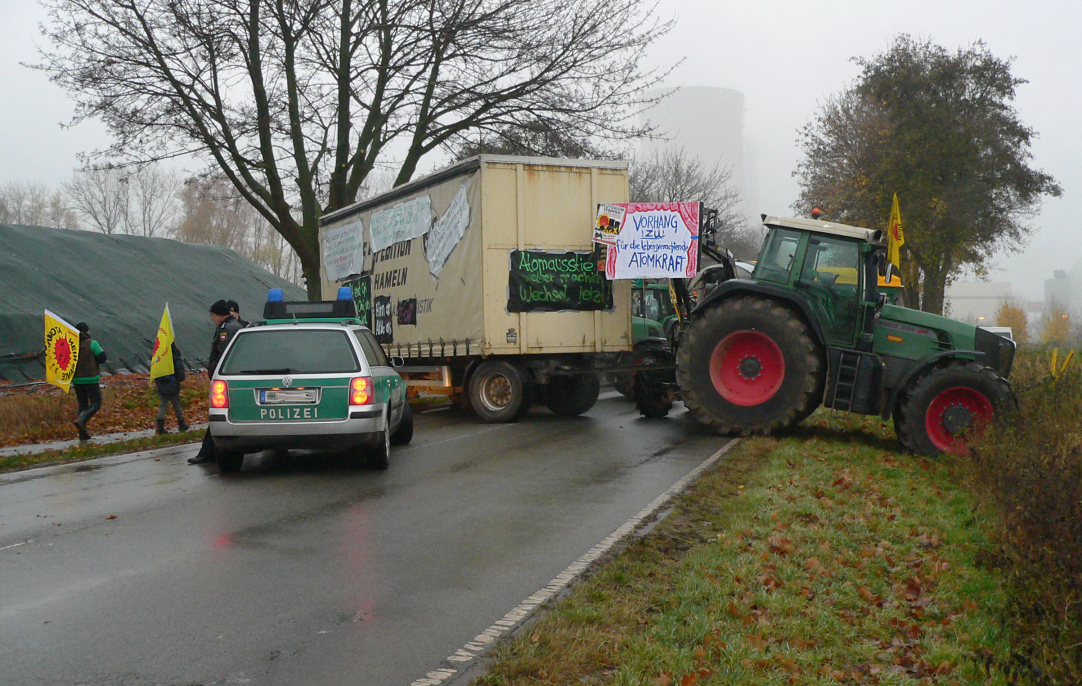
Straßenblockade mit Treckern vor dem Kernkraftwerk Grohnde gegen einen erwarteten MOX-Transport im November 2012

Am 15. Januar 2011 demonstrierten mehrere hundert Atomkraftgegner gegen den geplanten Transport von 16 MOX-Brennelementen aus der britischen Wiederaufbereitungsanlage Sellafield an das Kernkraftwerk Grohnde.
Am Ostermontag 2011 fanden sich aus Anlass des 25. Jahrestages der Katastrophe von Tschernobyl nach Polizeiangaben 5000 Demonstranten am Atomkraftwerk ein, der Veranstalter spricht von bis zu 20.000 Demonstranten. Sie umzingelten den 2200 Meter langen Zaun um das Atomkraftwerk. Veranstaltungssprecher Ralf Strohbach erklärte: „Die Atomkraft ist für unsere Region eine ständige Bedrohung.“
Am 11. März 2013, dem zweiten Jahrestag der Nuklearkatastrophe von Fukushima, haben 20.000 Demonstranten mit einer Menschen- und Aktionskette in einem Ring von 40 bis 60 km um das Kernkraftwerk Grohnde gezeigt, welches Ausmaß eine Evakuierung wie in Fukushima für die Region bedeutet.
Seit Anfang 2017 fordern immer mehr Städte, Gemeinden und Kreise in der näheren und weiteren KKW-Umgebung dessen Stilllegung. Bisher haben 19 kommunale Körperschaften in Nordrhein-Westfalen und Niedersachsen eine entsprechende Resolution verabschiedet, u. a. die Städte Detmold und Herford sowie die Stadt und der Kreis Göttingen sowie die Städte Bad Pyrmont, Hameln und Bockenem. Die Resolutionen richten sich an das niedersächsische Umweltministerium als zuständige Atomaufsichtsbehörde und an das Bundesumweltministerium.